# Yarimar Rosa
Yarimar Rosa (Santurce, 20 giugno 1988) è una pallavolista portoricana.
Gioca nel ruolo di schiacciatrice.

## Carriera

### Club
La carriera professionistica di Yarimar Rosa inizia a livello giovanile nell'ARSEL. Si trasferisce poi per motivi di studio negli Stati Uniti d'America dove partecipa alla NCAA Division I con la squadra della sua università, la Florida International, dal 2006 al 2009.
Nella stagione 2010 inizia la carriera professionistica nella Liga de Voleibol Superior Femenino con le Criollas de Caguas, infortunandosi nel finale di stagione e dovendo restare inattiva nel campionato successivo a causa dei lunghi tempi di recupero. Nella stagione 2012 torna a giocare ingaggiata dalle Indias de Mayagüez, con le quali raggiunge le semifinali scudetto; nonostante il mancato accesso alla finale, al termine della stagione viene premiata come miglior giocatrice rientrante nel campionato ed MVP della Regular season. In autunno viene poi ingaggiata dalle Lancheras de Cataño per il solo campionato mondiale per club, classificandosi al quarto posto.
Nella stagione 2013 è nuovamente alle Indias de Mayagüez, con le quali, in veste di capitano della squadra, vince per la prima volta lo scudetto. Nella stagione 2013-14 gioca per la prima volta all'estero, vestendo la maglia del Soverato, squadra della Serie A2 italiana. Dopo l'esperienza in Italia, torna a giocare in patria per il campionato 2015, questa volta però con le Valencianas de Juncos, venendo premiata come MVP dell'All-Star Game e della regular season.
Nel campionato 2015-16 approda nella serie cadetta turca, vestendo la maglia del Beşiktaş, che aiuta a centrare la promozione in Voleybol 1. Ligi. Nella stagione 2017 fa ritorno alla franchigia di Juncos. In seguito, a causa di un infortunio, è costretta a saltare la Liga de Voleibol Superior Femenino 2019.

### Nazionale
Debutta appena quindicenne in nazionale, prendendo parte al campionato nordamericano 2003. Nel 2009 si classifica al terzo posto alla Coppa panamericana e in seguito vince la medaglia di bronzo al campionato nordamericano 2013, bissata nel 2015, e quella d'argento ai XXII Giochi centramericani e caraibici e alla Coppa panamericana 2016 e un altro bronzo alla NORCECA Champions Cup 2015.
Partecipa ai Giochi della XXXI Olimpiade di Rio de Janeiro, dove indossa per l'ultima volta la maglia della nazionale portoricana.

## Palmarès

### Club
- Campionato portoricano: 1

2013

### Nazionale (competizioni minori)
- Coppa panamericana 2009
- Giochi centramericani e caraibici 2014
- NORCECA Champions Cup 2015
- Coppa panamericana 2016

### Premi individuali
- 2012 - Liga de Voleibol Superior Femenino: MVP della Regular season
- 2012 - Liga de Voleibol Superior Femenino: Miglior ritorno
- 2015 - Liga de Voleibol Superior Femenino: MVP dello All-Star Game
- 2015 - Liga de Voleibol Superior Femenino: MVP della Regular season
- 2015 - Liga de Voleibol Superior Femenino: All-Star Team